# 1969 у кіно

## Події
- 8-23 травня — 21-й Каннський міжнародний кінофестиваль, Канни, Франція.
- 25 червня-6 липня — 19-й Берлінський міжнародний кінофестиваль, Західний Берлін.
- 2 серпня — 14-а церемонія вручення кінопремії «Давид ді Донателло», Таорміна, Італія.
- 23 серпня-5 вересня — 30-й Венеційський міжнародний кінофестиваль, Венеція, Італія.

## Фільми

### Зарубіжні фільми
- Безтурботний їздець
- Буч Кассіді та Санденс Кід
- Життя в рожевому
- Загибель богів
- Загнаних коней пристрілюють, чи не так?
- Золото Маккенни
- Лола
- Медея
- На секретній службі Її Величності
- Опівнічний ковбой
- Справжня мужність

### Радянські фільми
- Білий вибух
- Москва в нотах
- Не журись!
- Піросмані
- Старовинна грузинська пісня

## Персоналії

### Народилися
- 1 січня — Моріс Честнат, американський актор кіно та телебачення
- 1 січня — Шапіро Олександр, український кінорежисер, сценарист, продюсер
- 5 січня — Пол Мак-Джилліон, канадський актор («Зоряна брама: Атлантида»)
- 14 січня — Джейсон Бейтман Кент, американський актор кіно та телебачення
- 12 лютого — Даррен Аронофскі, американський кінорежисер, сценарист і продюсер
- 22 лютого — Томас Джейн, американський актор
- 28 лютого — Роберт Шон Леонард, американський кіноактор
- 1 березня — Хав'єр Бардем, іспанський актор
- 11 березня — Терренс Говард, американський актор і співак
- 18 березня — Лівшиц Євген Соломонович, радянський актор
- 5 квітня — Бледанс Евеліна Вісвальдівна, російська акторка українського походження
- 25 квітня — Рене Зеллвегер, американська акторка
- 3 травня — Джо Карнахан, американський незалежний кінорежисер, кінопродюсер, сценарист і актор
- 14 травня — Кетрін Еліс Бланшетт, австралійська кіно- та театральна акторка («Єлизавета», «Авіатор», «Володар Перснів»)
- 19 червня — Соледад Вільяміль, аргентинська акторка і співачка
- 19 червня — Марія Нафпліоту, грецька акторка
- 17 липня — Фелікс Ґері Ґрей, американський кінорежисер, кліпмейкер, актор і кінопродюсер
- 30 липня — Саймон Бейкер, австралійський та американський актор (Патрік Джейн, «Менталіст»)
- 9 серпня — Джилліан Андерсон, американська акторка, (агент Скаллі, «Секретні матеріали»)
- 18 серпня — Едвард Нортон, американський кіноактор, сценарист і режисер
- 28 серпня — Джейсон Прістлі, американський актор
- 7 вересня — Кирило Серебренніков, російський театральний та кінорежисер
- 25 вересня — Кетрін Зета-Джонс, британська акторка, що знімається в Голлівуді
- 25 вересня — Гел Спаркс, американський актор, комік, продюсер
- 1 жовтня — Зак Галіфіанакіс, американський актор-комедіант
- 13 листопада — Джерард Батлер, шотландський кіноактор і продюсер
- 6 грудня — Торрі Хіггінсон, канадська акторка («Зоряна брама: Атлантида»)
- 14 грудня — Наташа Макелхон, британська акторка

### Померли
- 2 лютого — Борис Карлофф, англійський актор.
- 5 лютого — Телма Ріттер, американська акторка.
- 13 лютого — Халатов Віктор Михайлович, український актор, Народний артист України.
- 14 лютого — Каплуновський Володимир Павлович, радянський художник, кінорежисер.
- 22 лютого — Стефан Савов, болгарський актор.
- 3 травня — Карл Фройнд, німецький і американський кінооператор і режисер.
- 6 травня — Перегуда Олександр Йосипович, український і радянський актор, кінорежисер, редактор, сценарист.
- 27 травня — Джеффрі Гантер, американський актор.
- 8 червня — Роберт Тейлор, американський актор кіно і телебачення.
- 19 червня — Наталі Толмадж, американська акторка.
- 22 червня — Джуді Гарленд, американська акторка й співачка.
- 24 червня — Жоржоліані Олександр Максимович, грузинський актор театру і кіно.
- 13 липня — Бесс Мередіт, американська сценаристка, акторка і режисерка.
- 26 липня — Раутбарт Володимир Йосипович, радянський режисер, актор, театральний педагог.
- 28 липня — Скоробогатов Костянтин Васильович, радянський російський актор театру і кіно, театральний режисер.
- 16 серпня — Бернес Марк Наумович, російський радянський кіноактор, співак.
- 29 серпня:
  - Кордюм Арнольд Володимирович, український актор, кінорежисер, сценарист.
  - Свердлін Лев Наумович, радянський російський актор.
- 28 вересня — Блинников Сергій Капітонович, російський і радянський актор театру і кіно, театральний режисер, педагог.
- 21 жовтня — Тимонішин Антон Григорович, український і російський радянський кінорежисер, театральний актор.
- 23 листопада — Свашенко Семен Андрійович, український актор театру і кіно.
- 9 грудня — Столяров Сергій Дмитрович, російський актор.
- ? — Лисенко Наталія Андріївна — українська та французька акторка німого кіно.